# Asola (Italia)
Asola (Àsula in dialetto alto mantovano) è un comune italiano di 9 835 abitanti della provincia di Mantova in Lombardia.

## Geografia fisica
Il comune è tradizionalmente indicato come appartenente al territorio dell'Alto Mantovano, la zona della provincia di Mantova situata a nord del capoluogo a ridosso dell'anfiteatro morenico del lago di Garda.
Confina a ovest con la provincia di Brescia e il capoluogo si trova a un'altitudine di 42 m s.l.m. Si trova a metà strada fra Mantova e Cremona.

### Clima
Il clima di Asola è quello tipico dell'alta pianura padana di tipo temperato sub‐continentale: gli inverni sono moderatamente rigidi, poco piovosi e con giornate di nebbia, le estati sono calde e afose con precipitazioni a carattere temporalesco e le primavere e gli autunni sono generalmente piovosi.
| Ghedi                      | Mesi  | Mesi | Mesi | Mesi | Mesi | Mesi | Mesi | Mesi | Mesi | Mesi  | Mesi  | Mesi  | Stagioni | Stagioni | Stagioni | Stagioni | Anno |
| Ghedi                      | Gen   | Feb  | Mar  | Apr  | Mag  | Giu  | Lug  | Ago  | Set  | Ott   | Nov   | Dic   | Inv      | Pri      | Est      | Aut      | Anno |
| -------------------------- | ----- | ---- | ---- | ---- | ---- | ---- | ---- | ---- | ---- | ----- | ----- | ----- | -------- | -------- | -------- | -------- | ---- |
| T. max. media (°C)         | 4     | 8    | 13   | 17   | 22   | 26   | 29   | 28   | 24   | 18    | 10    | 5     | 5,7      | 17,3     | 27,7     | 17,3     | 17   |
| T. min. media (°C)         | −3    | −1   | 3    | 7    | 11   | 15   | 18   | 17   | 14   | 9     | 3     | −2    | −2       | 7        | 16,7     | 8,7      | 7,6  |
| Precipitazioni (mm)        | 60    | 54   | 64   | 69   | 92   | 75   | 73   | 85   | 62   | 84    | 79    | 54    | 168      | 225      | 233      | 225      | 851  |
| Giorni di pioggia          | 6     | 6    | 8    | 9    | 10   | 9    | 6    | 8    | 6    | 7     | 8     | 6     | 18       | 27       | 23       | 21       | 89   |
| Umidità relativa media (%) | 86    | 81   | 75   | 76   | 73   | 71   | 72   | 72   | 75   | 79    | 85    | 86    | 84,3     | 74,7     | 71,7     | 79,7     | 77,6 |
| Vento (direzione-m/s)      | WNW 5 | W 5  | W 5  | W 5  | W 5  | W 5  | W 5  | W 5  | W 5  | WNW 5 | WNW 5 | WNN 5 | 5        | 5        | 5        | 5        | 5    |

## Origini del nome
Asola è diminutivo del latino "ansa", curva del fiume Chiese presso il quale la città fu fondata.

## Storia
Asola sorge in un'area frequentata fin dai tempi preistorici, come testimoniano i reperti conservati nel locale museo. Sporadici risultano invece i ritrovamenti dell'età del ferro, periodo caratterizzato dallo stanziamento nel territorio di popolazioni celtiche.
Successivamente la zona è interessata dall'occupazione romana intorno al I secolo a.C., attestata soprattutto dai monumenti e corredi funerari.
Negli anni finali del Medioevo, intorno al XII e XIII secolo, con la propria rocca fortificata rientra nella giurisdizione comitale di Brescia controllata dai Visconti, nel 1348 passa al dominio dei Malatesta, poi ancora dei Veneziani e in seguito dei Gonzaga.
Nel 1440 decide di assoggettarsi liberamente alla Serenissima, divenendo una fortezza di confine estremamente importante per il controllo della terraferma da parte della Repubblica.
Asola resterà sotto il controllo di Venezia fino all'arrivo di Napoleone nel 1797. L'arrivo dei francesi segna quindi il ritorno al territorio mantovano a cui rimarrà legata anche nel 1814 con l'annessione al dominio austriaco.
Attiva anche nelle vicende risorgimentali, lotta per l'indipendenza nazionale con l'impegno di patrioti come don Ottaviano Daina e Francesco Fario.
Nel 1859 viene liberata e annessa al Regno di Piemonte e infine all'Italia unita.

### Simboli
Lo stemma e il gonfalone sono stati adottati con deliberazione del consiglio comunale n. 2/2873 del 25 marzo 1950 e concessi con DPR del 10 febbraio 1953.
Il gonfalone è un drappo partito di rosso e di bianco.

## Monumenti e luoghi d'interesse

### Architetture religiose

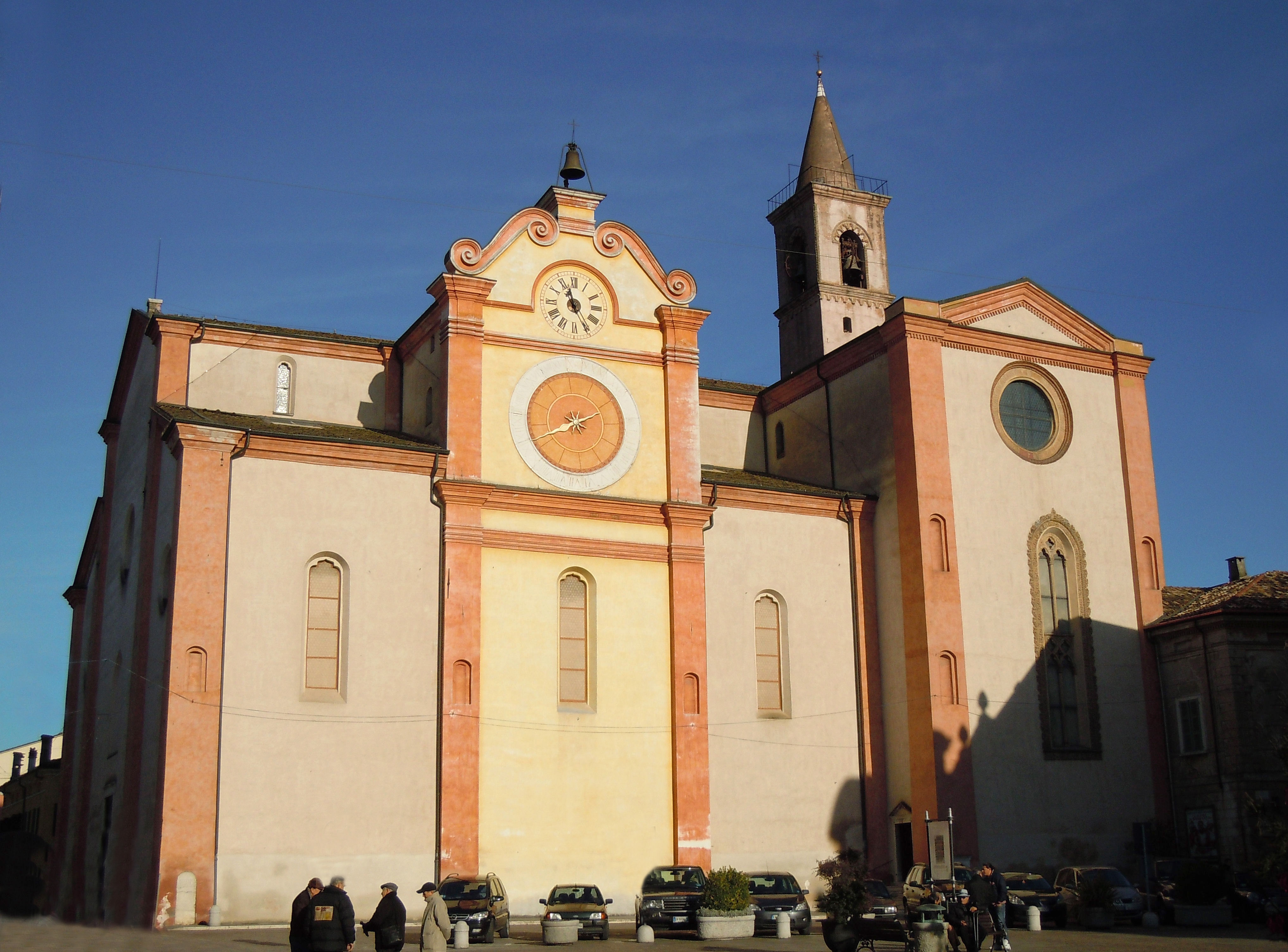
Chiesa di Sant'Andrea

Chiesa di Sant'Andreacostruita a partire dal 1472 sulla base di un precedente edificio, l'edificio è oggi un notevole esempio di architettura tardogotica lombarda e conserva numerose e importanti opere d'arte: un organo Antegnati, tele del Moretto, del Romanino, di Lattanzio Gambara e di Jacopo Palma il Giovane, il quattrocentesco Polittico della Misericordia di Antonio della Corna e altre opere più tarde, seicentesche e settecentesche.
Chiesa di San Roccochiamata anche la chiesa dell'Ospedale, fu iniziata nel 1475 in un'area del vecchio castello e venne consacrata nel 1506.
Probabilmente distrutta durante l'Assedio del 1516, venne ricostruita nel 1539 a spese della Comunità su progetto di Cristoforo Mantuano de Leno.
Chiesa dei Disciplini Bianchiin Via Oberdan, a fianco della chiesa di sant'Andrea, è ubicata la chiesa che prende il nome dalla confraternita dei Disciplini Bianchi, che ne fece la propria sede. È detta anche chiesa di Santa Maria Della Misericordia.
Chiesa di Santa Maria del Lagochiamata anche chiesa dei Disciplini Rossi o in Betlemme, è la chiesa di Asola bassa nel rione Santa Maria, in Via Nazario Sauro. La costruzione risale al 1570 e sorge sui resti di una più antica cappella dedicata a Santa Maria.

### Architetture civili

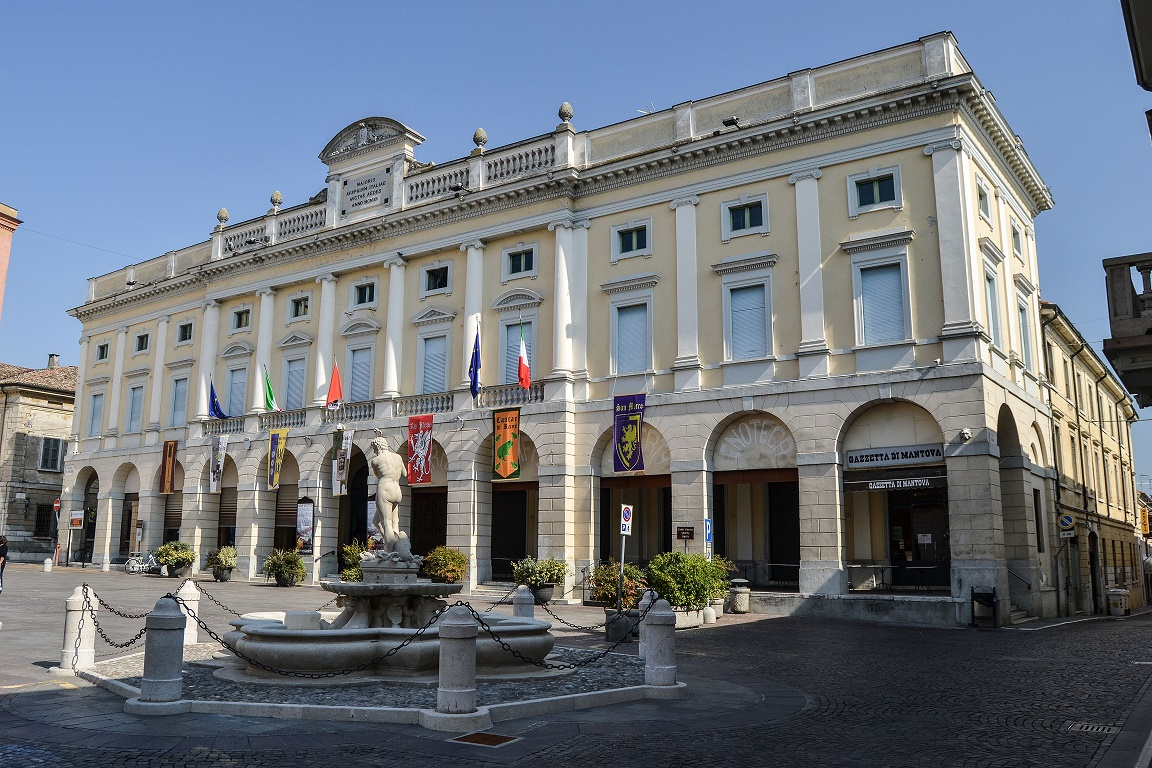
Palazzo Municipale

Palazzo Municipalesituato nella piazza XX Settembre, è la sede del Comune di Asola. Nell'angolo nord dell'edificio si apre un'elegante Loggia Veneta, costruita nel 1610 su progetto dell'architetto Lantana.

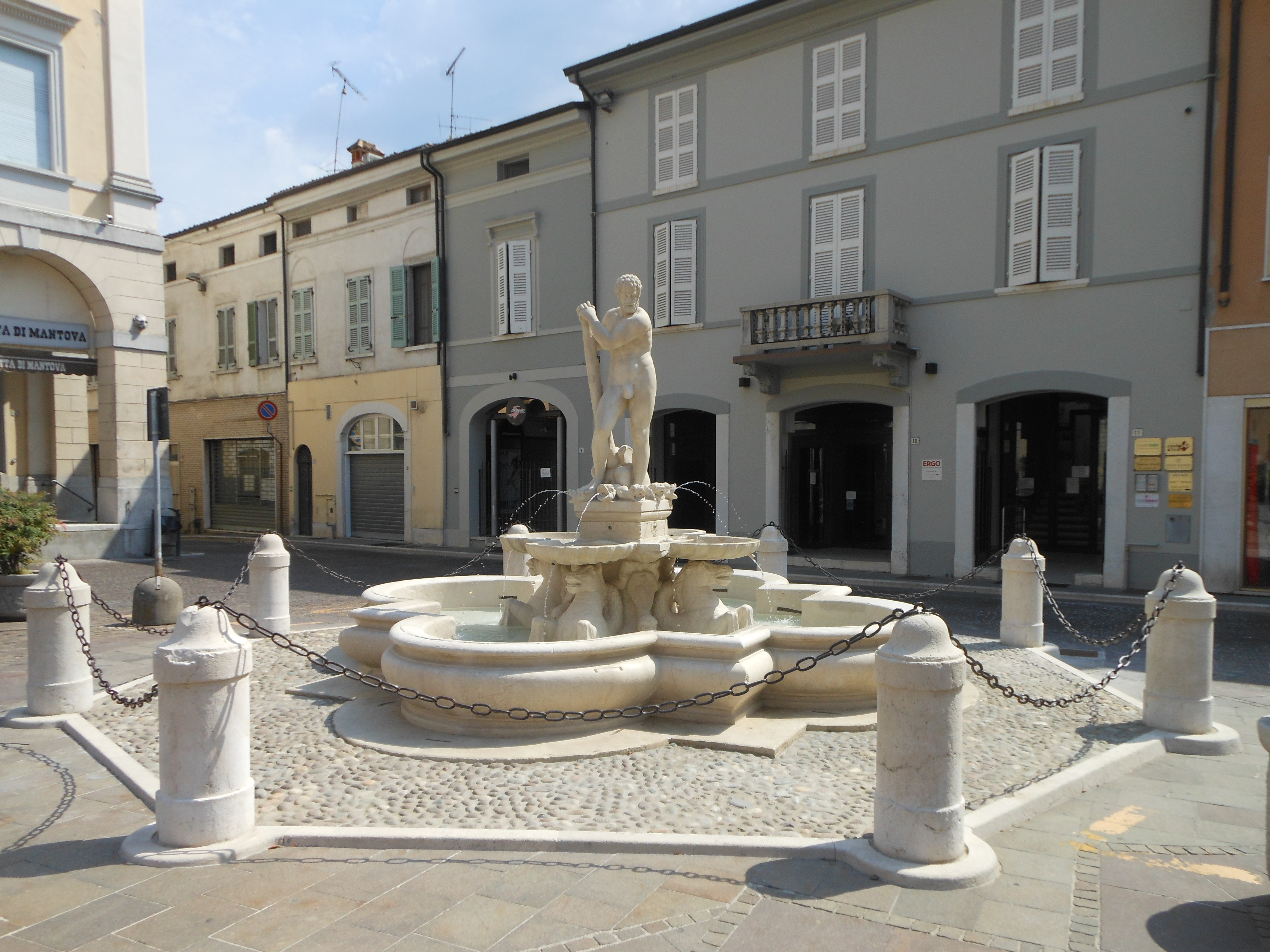
Fontana di Ercole

Fontana di Ercolefontana monumentale raffigurante Ercole che schiaccia l'idra, copia in marmo dell'opera dello scultore Giovanni Antonio Carra (XVI secolo).
Gran Caffè Liberty EnotecaLocale usato per custodire l'archivio storico comunale, nel 1811 diventa sede della Pretura e in seguito Caffè del Popolo, Gran Caffè Savoia, Caffè Centrale e infine Gran Caffè Liberty Enoteca. Conserva interni in stile Liberty ed è stato riconosciuto locale storico di rilievo regionale con D.G.R. VII/1733 del 18 gennaio 2006. È aperto dal 1936.
Palazzo Monte dei Pegnisi trova lungo via Garibaldi, di fronte alla facciata della chiesa di Sant'Andrea. Fu ristrutturato nel 1828 secondo uno stile neoclassico. Sede storica del Circolo filatelico numismatico Città di Asola, dal 2006 ospita il Museo Civico Goffredo Bellini e il Museo parrocchiale G. B. Tosio.
Palazzo Terzisituato in via Garibaldi, si presenta con una sobria facciata col balcone dal quale si affacciò Garibaldi il 28 aprile 1862 per parlare agli asolani. Si caratterizza al suo interno per la presenza di un ampio giardino all'inglese che nasconde sotto il livello del terreno una ghiacciaia.

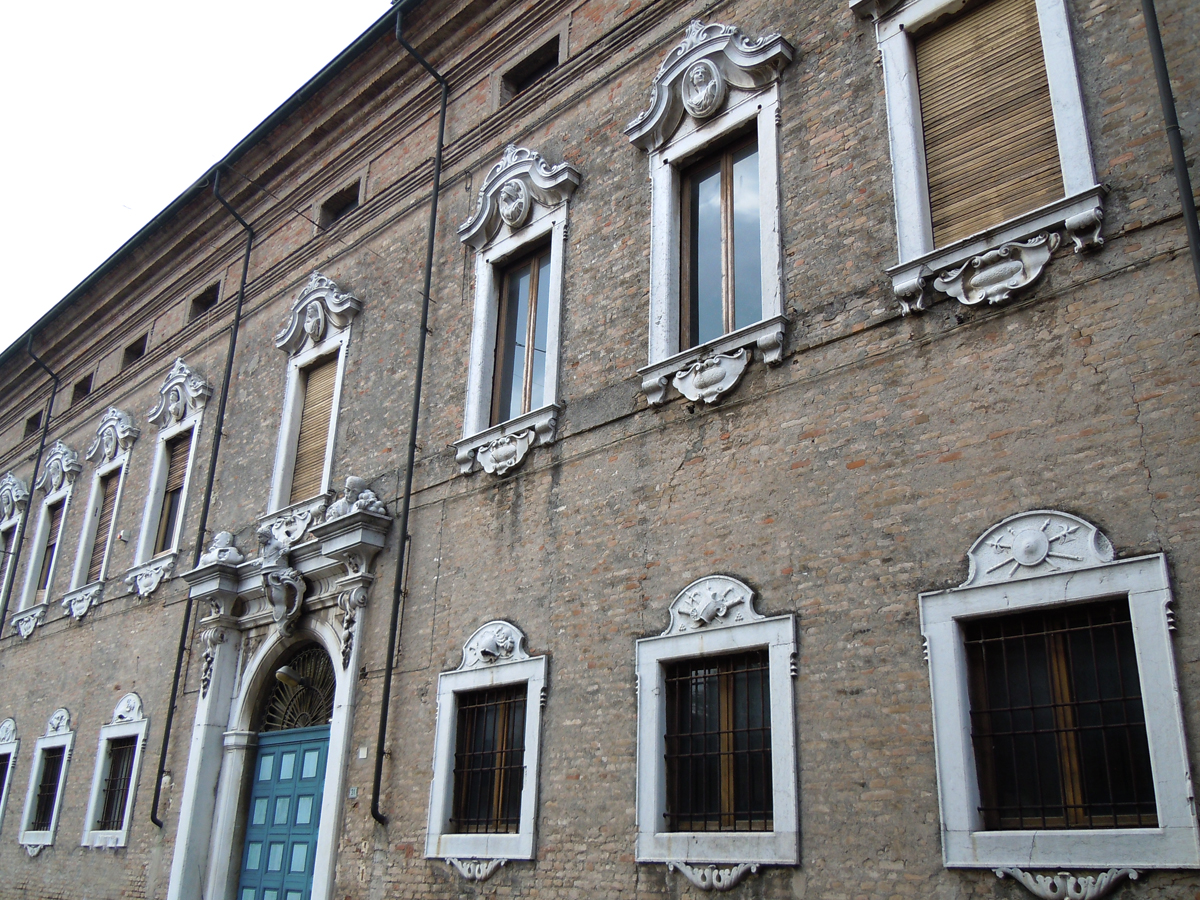
Palazzo Beffa Negrini

Palazzo Beffa NegriniSituato in via Garibaldi, subito dopo il Palazzo Terzi. Questo grandioso palazzo settecentesco conserva una facciata barocca adorna di trofei di marmo e un solenne portale. Fu residenza dei conti Beffa Negrini, famiglia tra le più ragguardevoli di Asola.
Teatro Sociale
L'edificio, situato in via Piave, fu inaugurato nel 1891. Presenta una facciata tardo-neoclassica e sulla cornice di gronda statue raffiguranti maschere della commedia dell'arte. Sul fianco destro rimane l'abside romanica di Sant'Erasmo e un'epigrafe a ricordo delle origini della chiesa stessa. Cessando di essere utilizzato per spettacoli teatrali, nella seconda metà del XX secolo è stato usato come sala cinematografica.
Loggia delle Clarissefra il Palazzo Monte dei Pegni e la Cassa di Risparmio, in via Piave, vi si trova quello che rimane dell'antico Convento delle Clarisse (1496), caratterizzato da un loggiato con esili colonne.
Collegio Schiantarellisituato in via Mazzini, si presenta con una tipica architettura neoclassica. Il conte Paolo Tosio nel 1825 commissionò all'architetto Vantini la costruzione del palazzo che avrebbe dovuto ospitare la sua pinacoteca, ora a Brescia. Il palazzo divenne invece nel 1863 un convitto-collegio e ancora oggi ne resta l'iscrizione a ricordarne la storia. Dal 2002 ospita gli uffici dell'ASL di Asola.
Ospedale
L'Ospedale di Asola, un tempo ente autonomo, oggi dipende dall'Azienda ospedaliera Carlo Poma di Mantova. È un presidio ospedaliero per acuti che garantisce risposte sanitarie ai pazienti, in prevalenza, delle province di Mantova, Brescia e Cremona, rappresentando la struttura sanitaria di riferimento del Comprensorio Asolano, con un bacino di utenza potenziale di almeno 50 000 abitanti.
Vecchi Mulini
I vecchi mulini, ormai in avanzato stato di abbandono, sono situati sulla Strada Bassa per Casalmoro uscendo verso nord dal centro abitato.
La Chiusa
È un'opera di sbarramento del corso del Chiese, regolata da una serie di paratoie con lo scopo di ricavare acqua dal fiume per l'irrigazione dei campi. Si trova presso la località Camporegio, nella campagna a sud di Asola.

### Architetture militari
Castello di Asolail castello di Asola era una roccaforte presumibilmente risalente al XII secolo. Fu più volte distrutto e ricostruito e oggi non rimane alcuna traccia.
Fortezza di Asolaè attestata l'esistenza di una rocca fortificata già dal XII secolo. All'indomani dell'atto di dedizione, Venezia promuove un articolato programma di fortificazione della città che si attua dal 1458 al 1483, rimanendo pressoché immodificato fino alla perdita del ruolo primario di Asola nello scacchiere militare della Repubblica a favore del baluardo difensivo di Orzinuovi. La fortezza resta così immutata nelle rappresentazioni grafiche, nella sua forma di quadrilatero irregolare, il cui perimetro era delimitato da mura con quattordici torri cilindriche protette all'esterno da un fossato e all'interno da un terrapieno.
A nord-est si elevava la rocca, quadrata con torri angolari cilindriche. Due erano le porte: Porta Fuori a levante e Porta Chiese a ponente, ciascuna protetta da un rivellino.
A capo della rocca vi era un governatore con un presidio militare, al vecchio castello, vicino alla Torre delle Polveri, vi era un altro presidio minore, agli ordini di un Magnifico Castellano.

## Società

### Evoluzione demografica
Abitanti censiti

### Etnie e minoranze straniere
Gli stranieri residenti nel comune sono più di 2 000. Di seguito sono riportati i gruppi più consistenti:
1. Albania: 958
2. Romania: 341
3. Macedonia del Nord: 245
4. Marocco: 240
5. Cina: 127
6. India: 105
7. Ucraina: 73
8. Nigeria: 67
9. Polonia: 24
10. Bangladesh: 23

### Lingua e dialetti
È considerato facente parte del sistema linguistico del dialetto mantovano, ma con elementi di transizione col dialetto cremonese e  il dialetto bresciano.

## Cultura

### Musei
- Museo civico Goffredo Bellini
- Museo parrocchiale G.B. Tosio

### Cucina
- Pane dell'Assedio[16]

## Geografia antropica

### Urbanistica
Lo sviluppo urbanistico post-risorgimentale ha mantenuto intatta l'eleganza del centro abitato. Sulla grande piazza XX Settembre, affiancata da comodi portici, si affacciano la cattedrale e il palazzo municipale; da qui si ripartono, a raggiera, le vie principali.

## Infrastrutture e trasporti

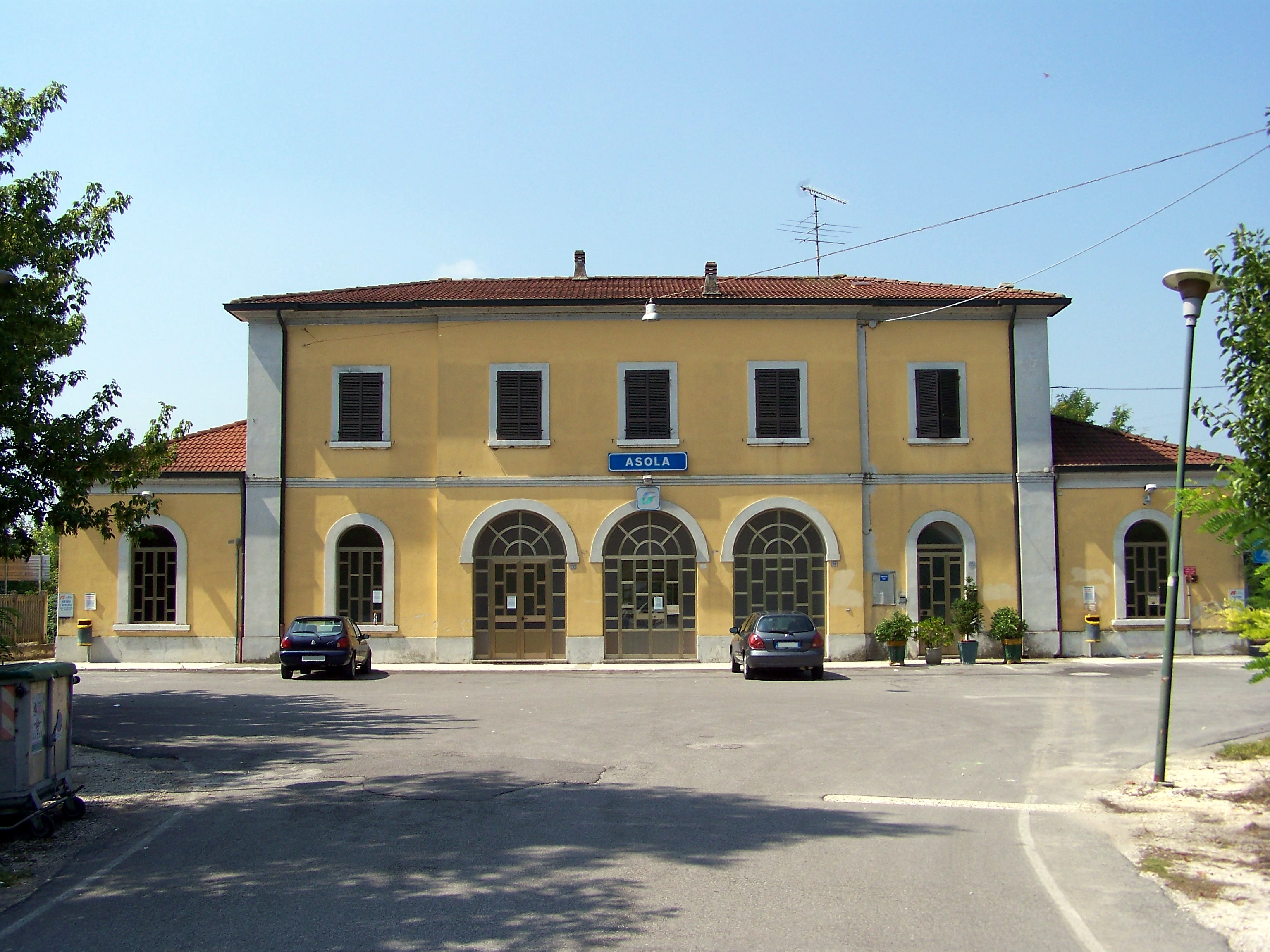
Stazione di Asola

### Strade
Il comune è attraversato dalla Strada statale 343, a cui Asola dà il nome.

### Ferrovie
Il territorio di Asola è attraversato dalla ferrovia Brescia-Parma ed è servito dall'omonima stazione.
In passato, Asola fu capolinea di due tranvie extraurbane:
- la Cremona-Asola, attiva fra il 1929 e il 1955;
- la Mantova-Asola, attiva fra il 1886 e il 1933.

### Mobilità urbana
La città è servita da diverse autolinee dell'APAM:
- Acquafredda-Asola;
- Asola-Castiglione delle Stiviere-Desenzano del Garda;
- Mantova-Gazoldo degli Ippoliti-Asola;
- Valli di Mosio-Canneto sull'Oglio-Asola.

È inoltre presente un'autolinea di Arriva Italia proveniente da Cremona.

## Amministrazione
| Periodo | Periodo   | Primo cittadino  | Partito                            | Carica  | Note          |
| ------- | --------- | ---------------- | ---------------------------------- | ------- | ------------- |
| 1999    | 2004      | Giordano Rivera  | Lista civica Asola la nostra città | Sindaco | [ 18 ] [ 19 ] |
| 2004    | 2009      | Giovanni Calcina | Lista civica Gruppo civico asolano | Sindaco | [ 18 ] [ 20 ] |
| 2009    | 2014      | Giordano Busi    | Il Popolo della Libertà-Lega Nord  | Sindaco | [ 18 ] [ 21 ] |
| 2014    | 2019      | Raffaele Favalli | Lista civica Asola impegno comune  | Sindaco | [ 18 ] [ 22 ] |
| 2019    | 2024      | Giordano Busi    | Lista civica Uniti per Asola       | Sindaco | [ 18 ] [ 21 ] |
| 2024    | in carica | Moreno Romanelli | Lista civica Più Asola             | Sindaco | [ 23 ]        |

### Gemellaggi
- Leingarten, dal 2004[senza fonte].
- Lésigny, dal 2004[senza fonte].